# نصي التاني (مسلسل)
نصي التاني هو مسلسل مصري عُرض عام 2023 على منصة شاهد، من بطولة علي ربيع ومحمد محمود ومحمود البزاوي، من تأليف إياد صالح ومن إخراج عمرو صلاح.

## قصة المسلسل
تدور أحداث المسلسل في إطار من الكوميديا حول موظف يعمل في بنك ويسعى للعثور على فتاة يحبها ليستقر في حياته العاطفية، يعثر على بطاقة بريدية عليها صورة كيوبيد بين مقتنيات جده الراحل، ليكتشف أن بإمكانها مساعدته على إيجاد شريكته المثالية.

## طاقم التمثيل
- علي ربيع: (نادي النادي)
- محمد محمود: (عصام)
- محمود البزاوي: (حمدي النادي - والد نادي)
- سلوى عثمان: (أنصاف - والدة نادي)
- سليمان عيد: (حلمي)
- إيمان السيد: (عواطف)
- إسماعيل فرغلي: (عطية - مدير البنك)
- ياسمين عمر: (نهى)
- ميرنا نور الدين: (شيرين - ضيفة)

## فريق العمل
- إخراج: عمرو صلاح
- تأليف: إياد صالح
- إنتاج: أحمد الجنايني
- مدير التصوير: محمد طارق دراز
- مونتاج: علي خيري
- موسيقى تصويرية: محمد مدحت